# Eexterzandvoort
Eexterzandvoort is een klein dorp in de Nederlandse gemeente Aa en Hunze in de Nederlandse provincie Drenthe. Het dorp is gelegen aan de weg van Eext naar Eexterveen. Aan de noordkant van het dorp stroomt de Hunze, aan de oostkant wordt het begrensd door de rijksweg N33.
De naam zandvoort verwijst naar een zandrug in het veengebied aan beide zijdes van de Hunze. Iets ten zuidoosten van het dorp ligt de buurtschap Gieterzandvoort op dezelfde zandrug.
Zowel aan de noordkant als aan de zuidkant van het dorp liggen terreinen van Het Drentse Landschap. In deze gebieden, aan de noordkant het Hunzedal en aan de zuidkant de Breevenen, wordt geprobeerd het landschap terug te brengen in de staat waarin het verkeerde voordat het in cultuur werd gebracht. In Eexterzandvoort wonen ruim 135 mensen.
Drenthe: Steden en dorpen      Nederland: Provincies · Gemeenten